# B. 리브스 이슨

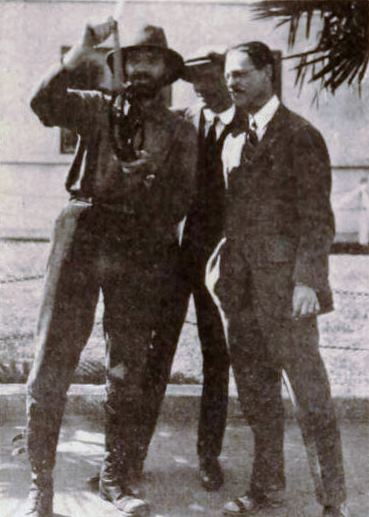

B. 리브스 이슨(영어: B. Reeves Eason, 1886년 10월 2일 ~ 1956년 6월 9일)은 미국의 영화 감독, 각본가, 배우,이다. 본명은 윌리엄 리브스 이슨(William Reeves Eason).
뉴욕에서 태어났으며 셔먼오크스에서 사망하였다. 사인은 심근 경색이다. 할리우드 포에버 공동묘지에 매장되었다.

## 영화
- 딕 트레이시 - 1950년 시리즈 (1950년)
- 팬텀 (1943년)
- 알래스카의 정열 (1938년)
- 대서양비밀 (1936년)
- 라스트 모히칸 (1932년)